# Ovula costellata
Ovula costellata är en snäckart som beskrevs av Jean-Baptiste Lamarck 1810. Ovula costellata ingår i släktet Ovula och familjen Ovulidae. Inga underarter finns listade i Catalogue of Life.